# Beacon Hill (Connecticut)
Pour les articles homonymes, voir Beacon Hill.
Beacon Hill est une colline située dans l'État du Connecticut (États-Unis) à proximité de la ville de Branford. Il s'agit de l'extrémité méridionale de Metacomet Ridge, une longue arête rocheuse des Appalaches qui traverse le sud de la Nouvelle-Angleterre sur 160 kilomètres de long. Son sommet s'élève à 40 mètres d'altitude. Beacon Hill est une destination populaire pour la pratique de sports en plein air. Elle est réputée pour le panorama qu'elle offre sur un marais salant mais aussi pour ses nombreux biotopes favorisant une flore variée. Le musée Shoreline Trolley Museum met à disposition des visiteurs un tramway historique au départ de la base de la colline.

## Géographie

### Topographie
Beacon Hill s'élève abruptement 30 mètres au-dessus de la plaine avoisinante pour culminer à environ 40 mètres d'altitude. La colline fait environ 1,5 km de long pour 500 mètres de large. Elle est située sur le territoire de la ville de Branford.

### Hydrographie
Le cours d'eau East Haven River longe le côté oriental de la colline tandis qu'un marais salant s'étend au sud et au sud-est. À l'est, la colline est délimitée par une petite carrière de pierres abandonnée depuis 1942. Au nord, la route U.S. 1 marque la frontière entre la colline et la Saltonstall Mountain, le second sommet en partant du sud de Metacomet Ridge.

### Géologie
Beacon Hill, comme la plus grande partie de Metacomet Ridge, est composée de basalte, une roche volcanique. Elle s'est formée à la fin du Trias lors de la séparation de la Laurasia et du Gondwana, puis de l'Amérique du Nord et de l'Eurasie. La lave émise au niveau du rift s'est solidifiée en créant une structure en mille-feuille sur une centaine de mètres d'épaisseur. Le déplacement de plaques tectoniques, à l'origine de failles et de séismes, ont causé le soulèvement de cette structure géologique qui est depuis soumise à l'érosion.

### Écosystème
Ces particularités géologiques, à l'origine de  crêtes chaudes et sèches, de ravines froides et humides et des éboulis basaltiques, sont à la base de nombreux biotopes permettant la présence d'une flore et d'une faune peu communes dans les autres régions du Connecticut.

## Activités

### Tourisme
La colline est ouverte à la randonnée pédestre, à la raquette à neige, au pique-nique et à diverses autres activités de détente comme l'observation ornithologique. Elle est isolée de la région urbanisée de Branford et de East Haven par des zones marécageuses et humides. Elle offre un panorama sur toute la zone environnante et notamment sur le marais salant. Plusieurs sentiers parcourent la colline mais le plus connu est le Branford Trail qui tourne tout autour de la ville éponyme en passant par la colline. La plage Short Beach, qui appartient à la localité de Branford, se situe à moins de deux kilomètres au sud de la colline le long du sentier de randonnée.
Un tram historique, géré par l'association sans but lucratif Shoreline Trolley Museum, est mis à disposition des visiteurs au pied de la colline. Le Shoreline Trolley est le plus vieux système de tram suburbain des États-Unis.

### Menaces et protections environnementales
La colline et plusieurs terrains proches ont été préservés grâce aux efforts de la localité de Branford, de l'État du Connecticut ainsi que d'autres partenaires.